# Noordeinde (Alkmaar)
Noordeinde is een dorp in de gemeente Alkmaar, in de Nederlandse provincie Noord-Holland. Het dorp ligt net ten noorden van Graft aan 't Meertje, een klein meertje of grote waterplas waarop ook gevaren kan worden.
Noordeinde is een zogeheten lintdorp, wat wil zeggen dat de dorpskern in een in de vorm van een lang lint is gelegen. Noordeinde is relatief een korte bewoonde lint.

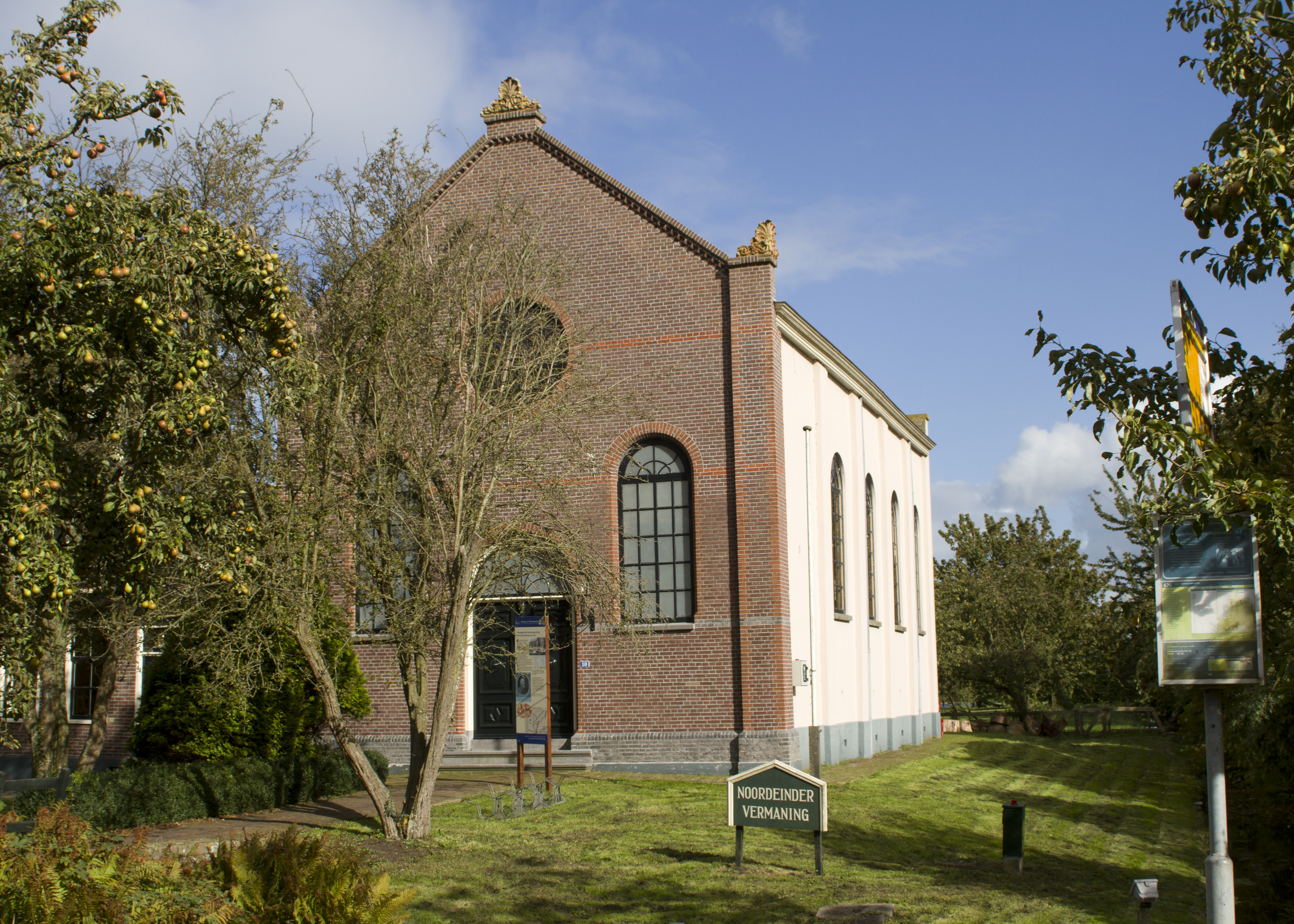
De Vermaning

Verder heeft het een eigen polder, de Noordeindermeerpolder, een voormalig meer net ten noorden van Noordeinde. Aan de rand van deze polder, net voorbij het dorpje op het grondgebied van Grootschermer staat er een weidemolen, Weidemolen Grootschermer. In het dorp zelf staat een onopvallend kerk uit de 19e eeuw, een doopsgezinde Vermaning.
Tot en met 31 december 2014 was Noordeinde onderdeel van de gemeente Graft-De Rijp, die op 1 januari 2015 is opgegaan in de gemeente Alkmaar.